# أنتوني إيرفاين آدامز
أنتوني إيرفاين آدامز (بالإنجليزية: Anthony Irvine Adams)‏ هو طبيب أسترالي، ولد في 1936.